# Lanny Bassham
Lanny Bassham (n. 2 ianuarie 1947, Comanche⁠(d), Texas, SUA) este un trăgător de tir ce a reprezentat Statele Unite ale Americii, medaliat olimpic. A participat la două ediții ale Jocurilor Olimpice (1972, 1976) în care a câștigat o medalie de aur și o medalie de argint.